# 벵엔역
벵엔역(Wengen)은 스위스 베르너 오버란트 지역에 있는 벵엔의 자동차 없는 리조트에 있는 기차역이다. 역은 라우터브루넨에서 벵엔을 거쳐 클라이네 샤이덱까지 운행하는 벵에른알프 철도(WAB)의 노선 상에 있다. 행정적으로 역은 베른주의 라우터브루넨의 관할 하에 있다.

## 역사
역은 1892년 4월 18일에 문을 열었다. 1899년에 역이 재건되고 차고가 건설되었다. 1905년에 역은 이전에 각도가 73°였던 수평 플랫폼으로 재건되었다. 1932년에는 신문 키오스크가 개설되었고 1976년에는 플랫폼이 재건되었다. 역은 1991년에 실질적으로 재건되었으며 여객역 아래에 화물 창고가 건설되었다.
1910년에 라우터브루넨에서 벵엔까지의 새로운 루트가 더 직접적이지만 더 가파른 원래 루트를 대체하기 위해 개설되었다. 그러나 원래 경로는 선로가 해제된 2009년까지 화물 운송에 사용되었다. 벵엔 역의 라우터브루넨 쪽에 있는 두 경로 사이의 교차점을 여전히 볼 수 있다.

## 운영
벵엔은 도로가 없는 자동차 없는 휴양지이므로 철도는 승객의 접근과 물품 공급 모두에 필수적이다. 여객 정류장에는 5개의 선로가 있으며, 4개는 통과 열차이며, 1개의 종착 선로는 라우터브루넨을 향하고 있다.
화물 열차는 라우터브루넨에서 벵엔까지 정기적으로 운행되며, 여객 정류장 지하에 자체적으로 낮은 층간벽이 있는 화물 정류장에 서비스를 제공한다. 시멘트와 같은 건축 자재를 운반하는 열차는 여객 정거장의 반대쪽으로 운행되며, 그곳에서 열차는 선측 호퍼에 직접 실을 수 있다.

## 노선
역에는 다음과 같은 여객 열차가 운행된다.
| 운행사          | 열차 타입 | 노선                                                                 | 운행횟수   | 비고 |
| --------------- | --------- | -------------------------------------------------------------------- | ---------- | ---- |
| 벵에른알프 철도 |           | 라우터브루넨 - 벵발트 - 벵엔 - 알멘트 - 벵에른알프 - 클라이네 샤이덱 | 시간당 2회 |      |

벵엔은 또한 멘리헨 산 정상 부근까지 이어지는 벵엔-멘리헨 공중 케이블카와 연결되어 있다. 케이블카의 하단 터미널은 역에서 약 250m 떨어진 곳에 위치하고 있다.